# Komisariat Straży Granicznej „Łasin”
Komisariat Straży Granicznej „Łasin” – jednostka organizacyjna Straży Granicznej pełniąca służbę ochronną na granicy polsko-niemieckiej w latach 1928–1939.

## Geneza
Na wniosek Ministerstwa Skarbu, uchwałą z 10 marca 1920, powołano do życia Straż Celną. Od połowy 1921 jednostki Straży Celnej rozpoczęły przejmowanie odcinków granicy od pododdziałów Batalionów Celnych. Proces tworzenia Straży Celnej trwał do końca 1922. Komisariat Straży Celnej „Lipinki” i Komisariat Straży Celnej „Plesewo”, wraz ze swoimi placówkami granicznymi, weszły w podporządkowanie Inspektoratu Straży Celnej „Grudziądz”.
W drugiej połowie 1927 przystąpiono do gruntownej reorganizacji Straży Celnej. W praktyce skutkowało to rozwiązaniem tej formacji granicznej.
Rozkazem nr 1 z 12 marca 1928 w sprawach organizacji Mazowieckiego Inspektoratu Okręgowego Straży Granicznej Naczelny Inspektor Straży Celnej gen. bryg. Stefan Pasławski powołał komisariat Straży Granicznej „Łasin”, który przejął ochronę granicy od rozwiązywanego komisariatu Straży Celnej.

## Formowanie i zmiany organizacyjne
Rozporządzeniem Prezydenta Rzeczypospolitej Polskiej Ignacego Mościckiego z 22 marca 1928, do ochrony północnej, zachodniej i południowej granicy państwa, a w szczególności do ich ochrony celnej, powoływano z dniem 2 kwietnia 1928 Straż Graniczną.
Rozkazem nr 1 z 12 marca 1928 w sprawach organizacji Mazowieckiego Inspektoratu Okręgowego Naczelny Inspektor Straży Celnej gen. bryg. Stefan Pasławski przydzielił komisariat „Łasin” do Inspektoratu Granicznego nr 3 „Brodnica” i określił jego strukturę organizacyjną.
Rozkazem Mazowieckiego Inspektora Okręgowego nr 8 z 18 lipca 1928, komisariat SG „Łasin” powstał na bazie komisariatu „Plesewo” i komisariatu „Dusocin”. Komisariat „Dusocin” przemianowano na podkomisariat „Dusocin” z placówkami I linii Gardeja i Wielki Wełcz oraz II linii Dusocin i Grudziądz, a komisariat Plesewo został zlikwidowany, a cały inwentarz przekazał nowo powstałemu komisariatowi.
Rozkazem nr 9 z 18 października 1929 w sprawie reorganizacji Mazowieckiego Inspektoratu Okręgowego komendant Straży Granicznej płk Jan Jur-Gorzechowski określił numer i nową strukturę komisariatu.
Rozkazem nr 2 z 30 listopada 1937 w sprawach […] przeniesienia siedzib i likwidacji jednostek, komendant Straży Granicznej płk Jan Gorzechowski przeniósł siedzibę placówki I linii „Sumin” do m. Lipinki.
Rozkaz komendanta Straży Granicznej płk. Jana Jura-Gorzechowskiego z 10 maja 1938 w sprawie terminologii w odniesieniu do władz i jednostek formacji, wydany w związku z rozkazami KSG z 25 i 29 kwietnia 1938 roku, przemianował inspektoraty graniczne na obwody Straży Granicznej z dodaniem nazwy miejscowości, w której jednostka stacjonuje. Jednocześnie nakazał używanie w stosunku do kierowników komisariatów i placówek nowych terminów: „komendant komisariatu” i „dowódca placówki”. Komisariat wszedł w skład struktury Obwodu Straży Granicznej „Brodnica”.
Rozkazem nr 5 z 3 marca 1939 w sprawie zmian organizacyjnych […], komendant Straży Granicznej gen. bryg. Walerian Czuma wydzielił z komisariatu „Łasin” placówkę I linii „Lipinki” i przydzielił do komisariatu „Krotoszyny”.
20 lipca 1939 odbyło się uroczyste pożegnanie odchodzącego plutonu wzmocnienia.
We wrześniu 1939 został podporządkowany dowódcy odcinka „Gruta” płk. dypl. Zygmuntowi Bohuszowi-Szyszko (dowódca piechoty dywizyjnej 16 Pomorskiej Dywizji Piechoty) i w jego składzie bronił się na prawym brzegu Wisły w bitwie o Pomorze.

## Służba graniczna
W 1936 komisariat ochraniał granicę państwową na długości 33 kilometrów od kamienia granicznego III/070 do III/224. Placówka Sumin ochraniała odcinek długości 7 km, placówka Wielka Tymawa 11 km, placówka Zawada 8 km, a placówka Nogat 7 km. Placówka II linii Łasin wystawiała posterunek w Plesewie.
Sąsiednie komisariaty:
- komisariat Straży Granicznej „Krotoszyny” ⇔ komisariat Straży Granicznej „Rakowiec” – 1928
- komisariat Straży Granicznej „Krotoszyny” ⇔ komisariat Straży Granicznej „Świerkocin” – październik 1929

## Funkcjonariusze komisariatu
| Kierownicy/komendanci komisariatu | Kierownicy/komendanci komisariatu | Kierownicy/komendanci komisariatu | Kierownicy/komendanci komisariatu |
| stopień                           | imię i nazwisko                   | okres pełnienia służby            | kolejne stanowisko                |
| --------------------------------- | --------------------------------- | --------------------------------- | --------------------------------- |
| podkomisarz                       | Adam Koraszewski                  |                                   |                                   |
| Zastępcy komendanta komisariatu   |                                   |                                   |                                   |
| przodownik                        | Alojzy Kotewicz                   | – 30 IV 1939                      |                                   |
| starszy strażnik podchorąży       | Roman Iwasyk                      | 1 V 1939 –                        |                                   |

## Struktura organizacyjna
Organizacja komisariatu w marcu 1928:
- komenda – Łasin
- podkomisariat Straży Granicznej „Dusocin”
- placówka Straży Granicznej I linii „Wielka Tymawa”
- placówka Straży Granicznej I linii „Zawda”
- placówka Straży Granicznej I linii „Nogat”
- placówka Straży Granicznej I linii „Gardeja”
- placówka Straży Granicznej I linii „Wełcz Wielki”
- placówka Straży Granicznej II linii „Grudziądz”
- placówka Straży Granicznej II linii „Łasin”
- placówka Straży Granicznej II linii „Dusocin”

Organizacja komisariatu w październiku 1929:
- 4/3 komenda – Łasin
- placówka Straży Granicznej I linii „Wielka Tymawa”
- placówka Straży Granicznej I linii „Zawda”
- placówka Straży Granicznej I linii „Nogat”
- placówka Straży Granicznej II linii „Łasin”

Organizacja komisariatu w 1933:
- komenda – Łasin
- placówka Straży Granicznej I linii „Fitowo”
- placówka Straży Granicznej I linii „Łasin”
- placówka Straży Granicznej I linii „Sumin”
- placówka Straży Granicznej I linii „Wielka Tymawa”

Organizacja komisariatu w 1934:
- komenda – Łasin
- placówka Straży Granicznej I linii „Fitowo”
- placówka Straży Granicznej I linii „Sumin”
- placówka Straży Granicznej I linii „Wielka Tymawa”
- placówka Straży Granicznej I linii „Zawda”
- placówka Straży Granicznej I linii „Nogat”
- placówka Straży Granicznej II linii „Łasin”

Organizacja komisariatu w 1937:
- komenda – Łasin
- placówka Straży Granicznej I linii „Szwarcenowo”
- placówka Straży Granicznej I linii „Fitowo”
- placówka Straży Granicznej I linii „Sumin” → w 1937 przeniesiono do Lipinek → w 1939 do komisariatu „Krotoszyn”
- placówka Straży Granicznej I linii „Wielka Tymawa”
- placówka Straży Granicznej II linii „Łasin”

Organizacja komisariatu w 1939:
- komenda – Łasin
- placówka Straży Granicznej I linii „Wielka Tymawa”
- placówka Straży Granicznej I linii „Zawda”
- placówka Straży Granicznej I linii „Nogat”
- placówka Straży Granicznej II linii „Łasin”